# The Beauty Process: Triple Platinum
The Beauty Process: Triple Platinum es el quinto álbum de la banda estadounidense de rock, L7, publicado el 25 de febrero de 1997, por la discográfica Slash Records

## Lista de canciones
1. "The Beauty Process" – 0:58
2. "Drama" – 3:28
3. "Off the Wagon – 3:27
4. "I Need" – 2:57
5. "Moonshine" – 3:23
6. "Bitter Wine" – 4:15
7. "The Masses Are Asses" – 4:20
8. "Bad Things" – 3:12
9. "Must Have More" – 2:54
10. "Non-Existent Patricia" – 4:30
11. "Me, Myself & I" – 3:46
12. "Lorenza, Giada, Allessandra" – 4:25

## Sencillos
- "Drama" (1997)
- "Off the Wagon" (1997)

- Datos: Q3985833